# Mark Berger
Pour les articles homonymes, voir Berger (homonymie) et Mark Berger (homonymie).
Mark Berger (né le 3 janvier 1954) est un judoka canadien d'origine ukrainienne. Il participe aux Jeux olympiques d'été de 1984 dans la catégorie des poids lourds et décroche la médaille de bronze.

## Palmarès

### Jeux olympiques
- Jeux olympiques de 1984 à Los Angeles,  États-Unis
  -  Médaille de bronze